# Векич, Донна
Донна Векич (хорв. Donna Vekić; род. 28 июня 1996, Осиек) — хорватская теннисистка; серебряный призёр Олимпийских игр (2024) в одиночном разряде; полуфиналистка одного турнира Большого шлема в одиночном разряде (Уимблдон-2024); победительница четырёх турниров WTA в одиночном разряде. Полуфиналистка одного юниорского турнира Большого шлема в парном разряде (Открытый чемпионат Франции-2012).

## Общая информация
Донна — старшая из двух детей Игоря и Бранкицы Векич; её брата зовут Бруно (он на три года моложе). Отец семейства — бывший профессиональный футбольный вратарь, а мать — легкоатлетка (барьерный бег).
Хорватка в теннисе с шести лет. Любимое покрытие — хард, лучшие удары — форхенд и подача. Тренировочный процесс Векич с юниорских лет осуществляла в одной из британских теннисных академий.

## Спортивная карьера

### 2011—2017
Профессиональную карьеру Векич начала в 2011 году. В июле того года она выиграла первый титул из цикла ITF. В феврале 2012 года Донна дебютировала в составе сборной Хорватии в розыгрыше Кубка Федерации. В сентябре 2012 года в возрасте 16 лет Векич вышла в финал на первом же в своей карьере турнире WTA-тура в основной сетке. Произошло это событие на турнире в Ташкенте, куда она попала через квалификационный отбор. В финале представительница Хорватии проиграла Ирине-Камелии Бегу со счётом 4-6, 4-6.
В январе 2013 года Векич дебютировала на турнирах серии Большого шлема, сыграв на Открытом чемпионате Австралии. После турнира она впервые попадает в топ-100 мирового женского рейтинга. В апреле она выиграла 50-тысячник ITF в Турции. Следующего значимого результата Векич добилась в июне, когда сумела выйти в финал турнира на траве в Бирмингеме. Во втором в карьере финале WTA она вновь проиграла, на этот раз Даниэле Гантуховой — 6-7(5), 4-6.
Наконец-то, выиграть первый в карьере трофей WTA Векич удалось в апреле 2014 года на турнире в Куала-Лумпуре. В финале тех соревнований она впервые выиграла матч у представительницы топ-10, которой оказалась № 10 в мире Доминика Цибулкова (5-7, 7-5, 7-6(4)). В мае 2015 года на Открытом чемпионате Франции Векич первый раз сыграла в третьем раунде Большого шлема. Осенью она второй раз в карьере вышла в финал турнира в Ташкенте. Вновь как и в 2012 году она упустила титул в последний момент, уступив в этот раз Нао Хибино из Японии (2-6, 2-6).
В сентябре 2016 года на 100-тысячнике ITF в Санкт-Петербурге Векич дошла до финала. В октябре того же года она уже победила на 100-тысячнике в Шарм-эш-Шейхе. В июне 2017 года Донна выиграла свой второй титул на турнирах WTA. Завоевала его она на травяном турнире в Ноттингеме. где в финале смогла обыграть восьмую ракетку мира Йоханну Конту со счётом 2-6, 7-6(3), 7-5. В августе она поднимается в топ-50 одиночной классификации, а на Открытом чемпионате США вышла в третий раунд.

### 2018—2020

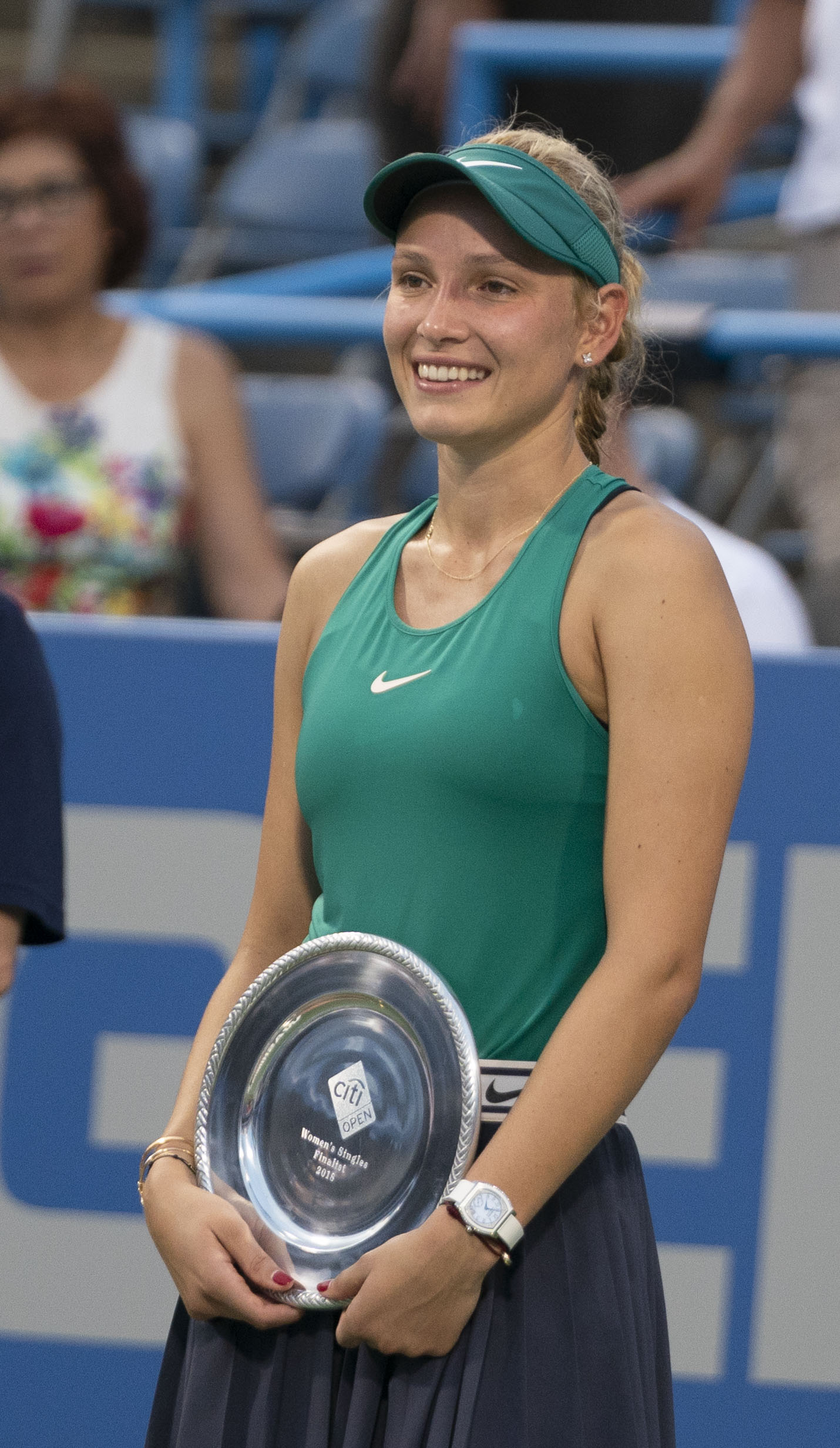
Векич на награждении турнира в Вашингтоне 2018 года

На старте 2018 года Векич сыграла в четвертьфинале турнира в Хобарте. На Открытом чемпионате Австралии уже во втором раунде она проиграла Анжелике Кербер. Далее её лучшими результатами стали третий раунд в Майами и 1/4 финала менее крупного турнира в Стамбуле. На Ролан Гаррос Векич проиграла во втором раунде Марии Шараповой. В июне она защищала титул в Ноттингеме и дошла до полуфинала. В июле на Уимблдоне Векич в первом раунде смогла переиграть № 4 в мире Слоан Стивенс (6:1, 6:3) и в целом впервые добралась до четвёртого раунда. В начале августа хорватка смогла выйти в финал турнира в Вашингтоне, где уступила Светлане Кузнецовой — 6:4, 6:7, 2:6. В сентябре на Премьер-турнире в Токио она обыграла двух теннисисток из топ-10: в первом раунде второй раз в сезоне Слоан Стивенс (6:4, 6:4), а в 1/4 финала № 4 в мире Каролин Гарсию (6:3, 6:4). В полуфинале она проиграла Каролине Плишковой из Чехии. В концовке сезона Векич сыграла в третьем раунде на крупном турнире в Пекине и в четвертьфинале в Люксембурге.
В январе 2019 года Донна Векич на турнире в Брисбене смогла добраться до полуфинала, там уступила Каролине Плишковой из Чехии.
На Открытом чемпионате Австралии она неожиданно проиграла местной теннисистке Кимберли Биррелл во втором раунде. В феврале Донна показала хорошую игру и смогла выйти в финал турнира в Санкт-Петербурге. В четвертьфинале была переиграна вторая ракетка мира Петра Квитова (6:4, 6:1), а в финале она уступила в двух сетах Кики Бертенс. В начале марта на турнире в Акапулько Векич вышла в полуфинал. В апреле 2019 года Векич дошла до четвертьфинала турнира в Штутгарте. На Открытом чемпионате Франции Векич впервые прошла в четвёртый раунд. В июне она во второй раз в карьере вышла в финал турнира в Ноттингеме, но на этот раз не смогла выиграть титул, уступив Каролин Гарсии. В августе она вышла в полуфинал турнира в Сан-Хосе. На Открытом чемпионате США Векич впервые смогла выйти в четвертьфинал Большого шлема, в котором проиграла швейцарке Белинде Бенчич в двух сетах. В октябре хорватка дебютировала в топ-20 и сыграла на втором по значимости итоговом турнире — Трофей элиты WTA.
На старте 2020 года Векич дошла до четвертьфинала турнира в Аделаиде, а на Открытом чемпионате Австралии вышла в третий раунд. После паузы в сезоне в сентябре она также выступила и на Открытом чемпионате США, а на Ролан Гаррос выбыла в первом раунде.

### 2021—2023
На Открытом чемпионате Австралии 2021 года Векич вышла в четвёртый раунд. В феврале она перенесла операцию на колене. Восстановление заняло около трёх месяцев и возвращение на корт состоялось на Ролан Гаррос, где она проиграла на старте. В июне на траве она вышла в четвертьфинал в Бирмингеме, а на Уимблдоне проиграла во втором раунде. Летом Векич впервые сыграла на Олимпиаде, которая состоялась в Токио. В первом раунде она обыграла сильную соперницу Каролин Гарсию, а во втором раунде смогла пройти одну из фавориток Арину Соболенко (№ 3 в мире). Но затем в третьем раунде хорватка проиграла Елене Рыбакиной. В концовке сезона Векич играла не слишком удачно, однако на последнем для себя турнире в сезоне — в Курмайёре смогла выиграть титул. В финале была обыграна Клара Таусон из Дании в двух сетах.
Векич неудачно провела первую часть сезона 2022 года и потеряла место в топ-100. Она была вынуждена на Ролан Гаррос отбираться через квалификацию и вышла во второй раунд, вернувшись в топ-100. В июне она также начала с квалификации турнир в Бирмингеме и вышла на нём в четвертьфинал. На Уимблдоне и Открытом чемпионате США Векич проиграла в первом раунде. В сентябре она вышла в четвертьфинал турнира в Таллине. В октябре Векич успешно сыграла на Премьер-турнире в Сан-Диего. Она начала с квалификации и смогла выиграть подряд семь матчей, выйдя в финал. Среди тех кого хорватка обыграла были две теннисистки из топ-10 (Мария Саккари и Арина Соболенко), а также между ними крепкую Каролину Плишкову. В решающем матче Векич проиграла первой ракетке мира Иге Свёнтек, сумев взять у неё один сет.
В 2023 году на Открытом чемпионате Австралии, Донна одолела Оксану Селехметьеву, затем Людмилу Самсонову из России и испанку Паррисас Диас, а в четвёртом круге в трёх сетах переиграла Линду Фрухвиртову, и только в четвертьфинале уступила Арине Соболенко, показав лучший результат за всю карьеру на австралийских кортах.

## Итоговое место в рейтинге WTA по годам
| Год  | Одиночный рейтинг | Парный рейтинг |
| 2024 | 19                | 945            |
| 2023 | 23                | 228            |
| 2022 | 69                | 1250           |
| 2021 | 67                | 391            |
| 2020 | 32                | 202            |
| 2019 | 19                | 224            |
| 2018 | 34                | 260            |
| 2017 | 56                | 374            |
| 2016 | 101               | 1 092          |
| 2015 | 105               | 371            |
| 2014 | 84                | 650            |
| 2013 | 86                |                |
| 2012 | 118               |                |
| 2011 | 392               | 1074           |

## Выступления на турнирах

### Финалы Олимпийских турниров в одиночном разряде (1)

#### Поражение (1)
| №  | Год  | Турнир         | Покрытие | Соперница в финале | Счет    |
| 1. | 2024 | Париж, Франция | Грунт    | Чжэн Циньвэнь      | 2-6 3-6 |

### Финалы турнировWTAв одиночном разряде (14)

#### Победы (4)
| Легенда:                                   |
| ------------------------------------------ |
| Турниры Большого шлема (0)                 |
| Олимпиада (0)                              |
| Итоговый турнир WTA (0)                    |
| Premier Mandatory / WTA 1000 Mandatory (0) |
| Premier 5 / WTA 1000 (0)                   |
| Premier / WTA 500 (0)                      |
| International / WTA 250 (4)                |

| Титулы по покрытиям | Титулы по месту проведения матчей турнира |
| ------------------- | ----------------------------------------- |
| Хард (3)            | Зал (1)                                   |
| Грунт (0)           | Зал (1)                                   |
| Трава (1)           | Открытый воздух (3)                       |
| Ковёр (0)           | Открытый воздух (3)                       |

| №  | Дата            | Турнир                    | Покрытие   | Соперница в финале | Счёт           |
| 1. | 20 апреля 2014  | Куала-Лумпур, Малайзия    | Хард       | Доминика Цибулкова | 5-7 7-5 7-6(4) |
| 2. | 18 июня 2017    | Ноттингем, Великобритания | Трава      | Йоханна Конта      | 2-6 7-6(3) 7-5 |
| 3. | 31 октября 2021 | Курмайёр, Италия          | Хард (зал) | Клара Таусон       | 7-6(3) 6-2     |
| 4. | 5 марта 2023    | Монтеррей, Мексика        | Хард       | Каролин Гарсия     | 6-4 3-6 7-5    |

#### Поражения (10)
| №   | Дата             | Турнир                    | Покрытие   | Соперница в финале | Счёт              |
| 1.  | 15 сентября 2012 | Ташкент, Узбекистан       | Хард       | Ирина-Камелия Бегу | 4-6 4-6           |
| 2.  | 16 июня 2013     | Бирмингем, Великобритания | Трава      | Даниэла Гантухова  | 6-7(5) 4-6        |
| 3.  | 3 октября 2015   | Ташкент, Узбекистан (2)   | Хард       | Нао Хибино         | 2-6 2-6           |
| 4.  | 5 августа 2018   | Вашингтон, США            | Хард       | Светлана Кузнецова | 6-4 6-7(7) 2-6    |
| 5.  | 3 февраля 2019   | Санкт-Петербург, Россия   | Хард (зал) | Кики Бертенс       | 6-7(2) 4-6        |
| 6.  | 16 июня 2019     | Ноттингем, Великобритания | Трава      | Каролин Гарсия     | 6-2 6-7(4) 6-7(4) |
| 7.  | 16 октября 2022  | Сан-Диего, США            | Хард       | Ига Свёнтек        | 3-6 6-3 0-6       |
| 8.  | 25 июня 2023     | Берлин, Германия          | Трава      | Петра Квитова      | 2-6 6-7(6)        |
| 9.  | 29 июня 2024     | Бад-Хомбург, Германия     | Трава      | Диана Шнайдер      | 3-6 6-2 3-6       |
| 10. | 3 августа 2024   | Олимпиада                 | Грунт      | Чжэн Циньвэнь      | 2-6 3-6           |

### Финалы турнировITFв одиночном разряде (13)

#### Победы (5)
| Легенда:         |
| ---------------- |
| 100.000 USD (1)  |
| 75.000 USD (0)   |
| 50.000 USD (1)   |
| 25.000 USD (2)   |
| 15.000 USD (0)   |
| 10.000 USD (1+1) |

| Титулы по покрытиям | Титулы по месту проведения матчей турнира |
| ------------------- | ----------------------------------------- |
| Хард (5+1)          | Зал (0)                                   |
| Грунт (0)           | Зал (0)                                   |
| Трава (0)           | Открытый воздух (5+1)                     |
| Ковёр (0)           | Открытый воздух (5+1)                     |

| №  | Дата            | Турнир                | Покрытие | Соперница в финале   | Счёт           |
| 1. | 31 июля 2011    | Чизик, Великобритания | Хард     | Бояна Бобушич        | 3-6 6-3 6-3    |
| 2. | 24 марта 2012   | Бангалор, Индия       | Хард     | Андреа Кох Бенвенуто | 6-2 6-4        |
| 3. | 20 мая 2012     | Фергана, Узбекистан   | Хард     | Надежда Киченок      | 6-2 6-2        |
| 4. | 28 апреля 2013  | Стамбул, Турция       | Хард     | Елизавета Куличкова  | 6-4 7-6(4)     |
| 5. | 23 октября 2016 | Шарм-эш-Шейх, Египет  | Хард     | Сара Соррибес Тормо  | 6-2 6-7(7) 6-3 |

#### Поражения (8)
| №  | Дата             | Турнир                     | Покрытие   | Соперница в финале | Счёт           |
| 1. | 24 апреля 2011   | Хвар, Хорватия             | Грунт      | Эма Бургич         | 5-7 6-7(2)     |
| 2. | 20 августа 2011  | Мидделкерке, Бельгия       | Хард       | Лу Цзяцзин         | 4-6 6-7(4)     |
| 3. | 22 октября 2011  | Лагос, Нигерия             | Хард       | Элина Свитолина    | 4-6 3-6        |
| 3. | 29 октября 2011  | Лагос, Нигерия             | Хард       | Тамарин Хендлер    | 4-6 5-7        |
| 5. | 22 апреля 2012   | Наманган, Узбекистан       | Хард       | Ольга Пучкова      | 6-3 3-6 2-6    |
| 6. | 22 июля 2012     | Кампус-ду-Жордау, Бразилия | Хард       | Мария Иригойен     | 5-7 0-6        |
| 7. | 29 июля 2012     | Рексем, Великобритания     | Хард       | Карина Виттхёфт    | 2-6 7-6(4) 2-6 |
| 8. | 25 сентября 2016 | Санкт-Петербург, Россия    | Хард (зал) | Наталья Вихлянцева | 1-6 2-6        |

### Финалы турнировITFв парном разряде (1)

#### Победы (1)
| №  | Дата            | Турнир               | Покрытие | Партнёрша        | Соперницы в финале           | Счёт    |
| 1. | 20 августа 2011 | Мидделкерке, Бельгия | Хард     | Александра Уокер | Анук Делефортри Дебора Керфс | 6-4 6-3 |

### Финалы командных турниров (1)

#### Победы (1)
| №  | Год  | Турнир        | Команда                     | Соперник в финале         | Счёт |
| 1. | 2023 | Кубок Хопмана | Хорватия · Д.Векич, Б.Чорич | Швейцария · С.Неф, Л.Риди | 2-0  |

## История выступлений на турнирах
По состоянию на 14 июля 2025 года
Для того, чтобы предотвратить неразбериху и удваивание счета, информация в этой таблице корректируется только по окончании участия там данного игрока.
| Турнир                          | 2012  | 2013          | 2014          | 2015          | 2016  | 2017          | 2018          | 2019          | 2020          | 2021          | 2022          | 2023  | 2024  | 2025  | Итог   | В/П за карьеру |
| ------------------------------- | ----- | ------------- | ------------- | ------------- | ----- | ------------- | ------------- | ------------- | ------------- | ------------- | ------------- | ----- | ----- | ----- | ------ | -------------- |
| Турниры Большого шлема          |       |               |               |               |       |               |               |               |               |               |               |       |       |       |        |                |
| Открытый чемпионат Австралии    | -     | 2Р            | 1Р            | 1Р            | 1Р    | 2Р            | 2Р            | 2Р            | 3Р            | 4Р            | 1Р            | 1/4   | 1Р    | 4Р    | 0 / 13 | 16-13          |
| Открытый чемпионат Франции      | -     | 1Р            | 1Р            | 3Р            | 1Р    | 1Р            | 2Р            | 4Р            | 1Р            | 1Р            | 2Р            | 2Р    | 3Р    | 2Р    | 0 / 13 | 11-13          |
| Уимблдонский турнир             | -     | 1Р            | 2Р            | К             | 1Р    | 2Р            | 4Р            | 1Р            | НП            | 2Р            | 1Р            | 3Р    | 1/2   | 2Р    | 0 / 11 | 14-11          |
| Открытый чемпионат США          | К     | 2Р            | 1Р            | К             | К     | 3Р            | 1Р            | 1/4           | 3Р            | 1Р            | 1Р            | 1Р    | 4Р    |       | 0 / 10 | 12-10          |
| Итог                            | 0 / 0 | 0 / 4         | 0 / 4         | 0 / 2         | 0 / 3 | 0 / 4         | 0 / 4         | 0 / 4         | 0 / 3         | 0 / 4         | 0 / 4         | 0 / 4 | 0 / 4 | 0 / 3 | 0 / 47 |                |
| В/П в сезоне                    | 0-0   | 2-4           | 1-4           | 2-2           | 0-3   | 4-4           | 5-4           | 8-4           | 4-3           | 4-4           | 1-4           | 7-4   | 10-4  | 5-3   |        | 53-47          |
| Олимпийские игры                |       |               |               |               |       |               |               |               |               |               |               |       |       |       |        |                |
| Летняя олимпиада                | -     | Не проводился | Не проводился | Не проводился | -     | Не проводился | Не проводился | Не проводился | Не проводился | 3Р            | НП            | НП    | Ф     | НП    | 0 / 2  | 7-2            |
| Итоговые турниры                |       |               |               |               |       |               |               |               |               |               |               |       |       |       |        |                |
| Турнир чемпионок / Трофей элиты | -     | -             | -             | -             | -     | -             | -             | Гр            | Не проводился | Не проводился | Не проводился | Гр    | НП    | НП    | 0 / 2  | 0-4            |

## История личных встреч
| Соперница       | Все матчи | Финалы |                   |
| --------------- | --------- | ------ | ----------------- |
| Арина Соболенко | 0-0       | 0-0    | юниорские турниры |
| Арина Соболенко | 6-2       | 0-0    | взрослые турниры  |
| Елена Рыбакина  | 0-0       | 0-0    | юниорские турниры |
| Елена Рыбакина  | 1-1       | 0-0    | взрослые турниры  |
| Кори Гауфф      | 0-0       | 0-0    | юниорские турниры |
| Кори Гауфф      | 1-0       | 0-0    | взрослые турниры  |
| Слоан Стивенс   | 0-0       | 0-0    | юниорские турниры |
| Слоан Стивенс   | 3-1       | 0-0    | взрослые турниры  |
| Каролин Гарсия  | 0-0       | 0-0    | юниорские турниры |
| Каролин Гарсия  | 6-4       | 1-0    | взрослые турниры  |
| Петра Квитова   | 0-0       | 0-0    | юниорские турниры |
| Петра Квитова   | 1-5       | 0-1    | взрослые турниры  |

## Награды
- Орден Хорватской звезды с ликом Франьо Бучара (14 ноября 2024 года)[7]